# Söderstadion
Das Söderstadion (deutsch Südstadion) war ein Fußballstadion im  Stadtteil Johanneshov der schwedischen Hauptstadt Stockholm. Es bot zuletzt 16.197 Plätze und lag unweit der Veranstaltungshalle Ericsson Globe, heute Avicii Arena.

## Geschichte
Das Stadion wurde im Jahre 1966 errichtet und ersetzte den an nahezu gleicher Stelle vorher befindlichen Johanneshovs IP. Bis 2013 war es die Heimspielstätte der Fußballmannschaft von Hammarby IF. Im Jahr 2004 wurde das Stadion renoviert und dabei neue Stehplätze auf der Osttribüne geschaffen. Die größte Zuschauerzahl von 15.626 wurde im Jahre 2004 erreicht beim Fußballspiel Hammarby IF gegen Malmö FF. Bis 1989 wurde das Stadion im Winter auch zum Austragen von Bandy-Spielen genutzt, wozu eine künstliche Eisfläche geschaffen wurde. 
Nach dem Umzug des Hammarby IF in die Tele2 Arena wurde das Stadion vorwiegend als Trainingsstätte genutzt. Ende April 2015 begannen die Abrissarbeiten. Anschließend wurde ein Plan entwickelt, auf dem vormaligen Gelände unter dem Namen Söderhov einen neuen Stadtbezirk mit bis zu 1000 Wohnungen, Bürogebäuden, Geschäften Restaurants und eine Grundschule zu errichten. Das Vorhaben geriet jedoch ins Stocken, da es den Einbezug des Geländes vorsah, auf dem die in die Jahre gekommene Eishockeyhalle Hovet steht, ohne die jedoch die Vereine AIK Ishockey und Djurgården Hockey ohne Heimspielstätte wären. Daher wurden im Juni 2022 weitere Schritte beschlossen: ab 2024 wird die benachbarte Avicii Arena – auch im Hinblick auf die Eishockey-Weltmeisterschaft 2025 – saniert und modernisiert, nach der Neueröffnung 2025 soll in der Folge das Hovet abgerissen werden.

## Galerie

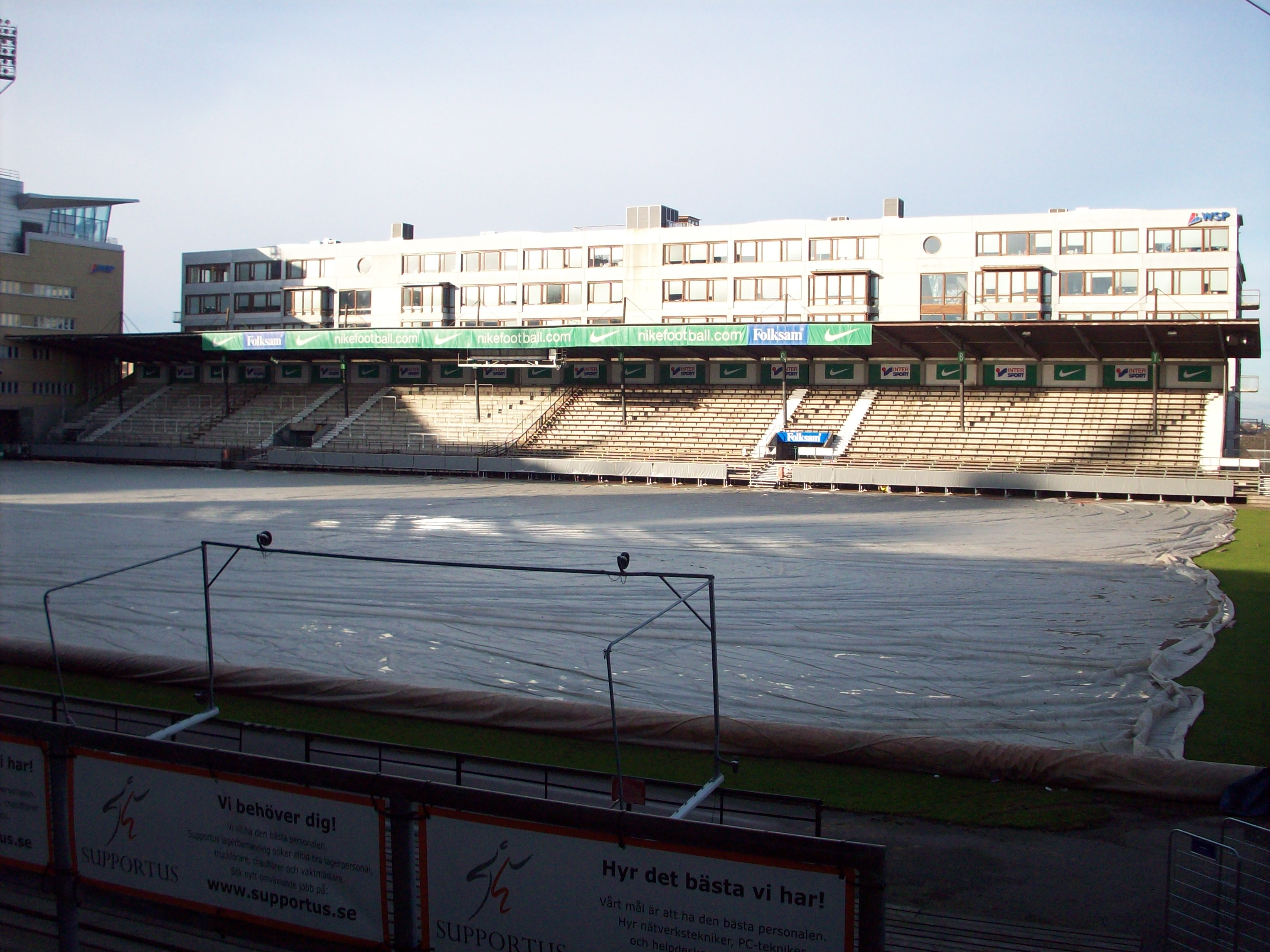
Impression des im Winter abgedeckten Spielfelds und der Nordtribüne (Februar 2008)
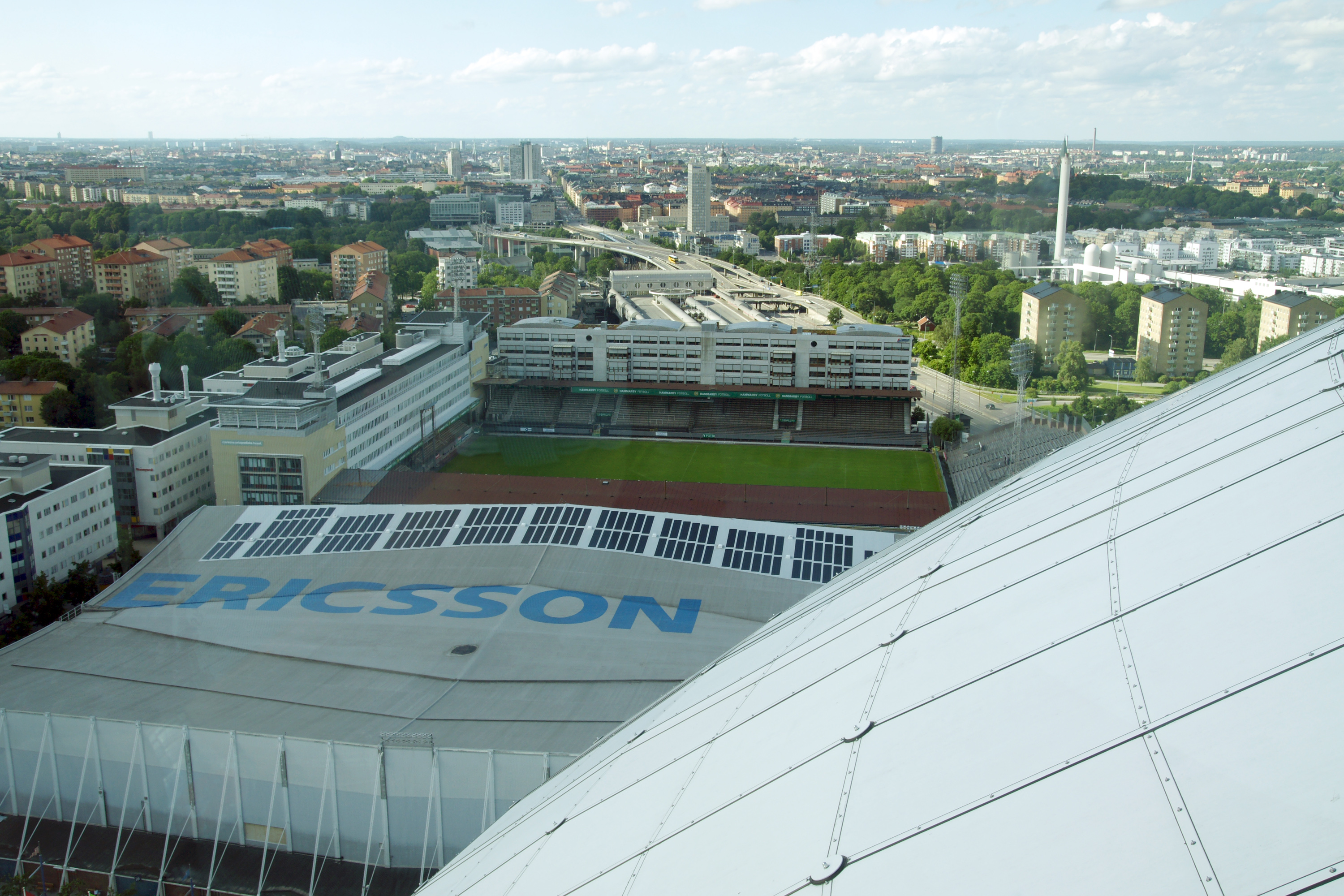
Blick von der Avicii Arena über Hovet in Richtung Söderstadion (Juni 2012)
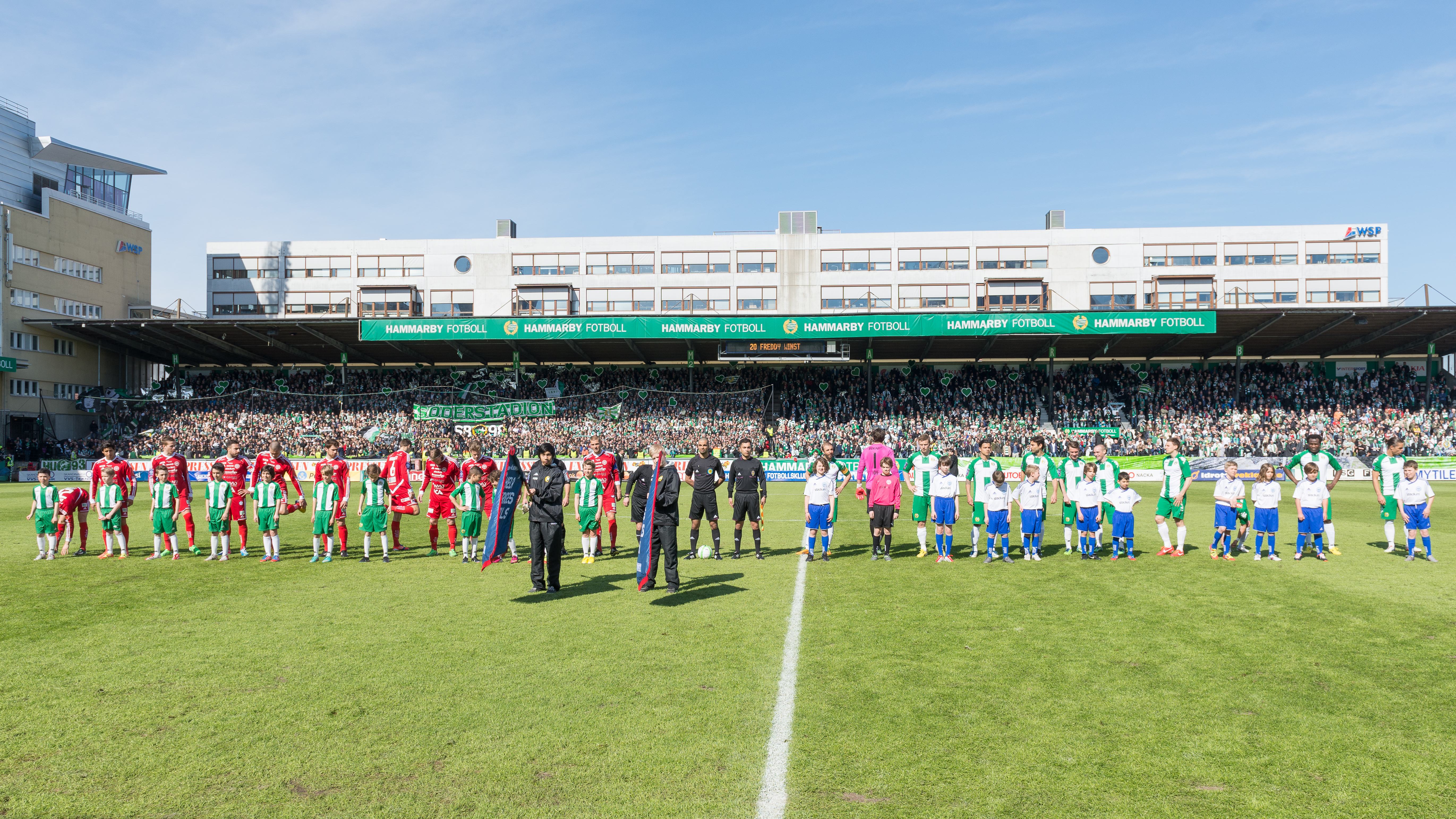
Auftaktspiel zur letzten Spielzeit im Stadion gegen den IFK Värnamo (April 2013)